# 中国足球协会
中国足球协会（英語：Chinese Football Association），简称中国足协，是中国大陆协会足球、沙灘足球和室内五人制足球的管理机构。中国足球协会负责管理中国国家足球队和中国国家女子足球队，主办中國足協盃。其为中华全国体育总会和中国奥委会的单位会员，亚洲足球联合会会员。
中国足球协会曾负责中国足球职业联赛的组织运营。2025年1月23日，中国足球职业联赛联合会（中足联）成立，中国足协将职业联赛管理政策制度制定权限授予中足联，不再参与职业联赛的组织运营，实现“管办分离”，但中国足球职业联赛的裁判员选派、评议及处罚等管理工作仍由中国足协负责。
中国足协曾由国家体育总局主管，与国家体育总局足球运动管理中心（足管中心）“一套人马两块牌子”。2017年1月5日，足管中心正式注销，从此中国足协与国家体育总局脱钩，成为了独立的社团法人。

## 历史
1924年8月24日，中华全国体育协进会成立。1931年，加入国际足联。1952年6月14日，国际足联承认中华全国体育总会继承1931年加入国际足联的原中华全国体育协进会的会员地位。
1955年1月3日，中国足球协会成立，黄中任首届主席。1958年6月7日舉行的第31屆國際足聯大會上，因中国代表权问题，“台北不去，北京不来”，大會不接納取消台灣的中華全國足球委員會會籍，中华人民共和国代表宣布退出国际足联。
1974年7月14日，第六届亚足联代表大会，重新接纳中国足协为亚足联会员。1979年10月13日，国际足联执委会通过决议，重新接纳中国足协为会员。1980年7月7日，国际足联第42届代表大会批准了国际足联执委会做出的关于恢复中国足球协会在国际足联中的合法权利的决定。
1992年，召开“红山口会议”，确立了中国足球要走职业化道路的发展方向。1993年，尝试“健力宝模式”。1999年3月8日，开启“中国之队”计划。
2004年，举办2004年亞足聯亞洲盃，同年7家中超俱乐部要求中国足协和足管中心实现“管办分离”，未能成功。
2009年，爆发反赌风暴，包括时任专职副主席南勇在内多名官员落马。
2015年2月27日，中共中央总书记习近平主持召开中央全面深化改革领导小组第十次会议，审议通过《中国足球改革发展总体方案》。同年3月16日，国务院办公厅对外发布《中国足球改革发展总体方案》，提出中国足协与体育总局脱钩计划，中国足协将以公益社团组织身份独立运行。2016年2月，中国足协与体育总局完成脱钩，国家体育总局足球运动管理中心正式撤销。国家体育总局在足协工作上的职责则由领导中国足协转向购买中国足协服务、保障足协运行和监管足协。
2019年10月16日，中国足协开启中国职业足球俱乐部联合会筹备工作。同年，中国足协获得2023年亚足联亚洲杯主办权，但在2022年因2019冠状病毒病疫情放弃。
2022年末到2023年，中国足坛再度爆發反腐风暴，從2022年11月底起多名足协高層被調查，其中包括前國足主教練李鐵、前足协主席陈戌源、前足协紀律委員會主任王小平、前足管中心副主任、中超公司董事长于洪臣、体育总局副局长及中国足协党委书记杜兆才等人。
2024年4月，中國足協内设部门由19个压缩为14个。
2025年3月1日，中国足协拓宽选拔渠道，为了充分践行“不拘一格降人才”理念‌，上线“中国足协球员自荐系统”,此系统全年对公众开放，球员可通过zijian.thecfa.info进行注册与自荐。

## 批评

### 对赛程及对方球队漫不经心
1982年世界杯外围赛中，中国国家足球队在最后四强赛中早其他国家半个月（中国最后赛事为11月30日大战科威特）结束赛程（世预赛最后赛事则为新西兰跟沙特比赛日子为12月19日），却没有向国际足协或亚足联提出修正最后结束日子，导致球队被迫82年1月仓促应战，最终战败新西兰，无缘该届世界杯。

### 自身腐败，纵容假球、黑哨
閻世鐸的任內發生了甲B五鼠事件和龔建平事件等一系列假球、賭球和黑哨醜聞，閻世鐸也被指責未能嚴厲打擊「假賭黑」，反而縱容其愈演愈烈。此外閻世鐸任內還在2001年和2002年連續兩年取消了職業聯賽的的升降級程序。這種在中國足球前職業化時期實行過數次的政策，使得中國職業聯賽的發展受到極大損害。
2023年2月14日，中国足球协会主席、党委副书记陈戌源涉嫌严重违纪违法，接受中央纪委国家监委驻国家体育总局纪检监察组和湖北省监委审查调查。陈戌源成为首个涉嫌严重违纪违法被调查的足协主席（2010年被调查的南勇为专职副主席）。

### 对国家队成绩好高骛远，盲目乐观
韦迪在任期间提出国足“五年内亚洲一流”，完全背离足球青训培养人才的客观规律。

## 组织架构

### 会员单位[11]
| 直辖市级单位（4个协会） | 直辖市级单位（4个协会） | 直辖市级单位（4个协会） | 直辖市级单位（4个协会） | 直辖市级单位（4个协会） | 直辖市级单位（4个协会） | 直辖市级单位（4个协会） | 直辖市级单位（4个协会） | 直辖市级单位（4个协会） | 直辖市级单位（4个协会） |
| ----------------------- | ----------------------- | ----------------------- | ----------------------- | ----------------------- | ----------------------- | ----------------------- | ----------------------- | ----------------------- | ----------------------- |
| 北京市足球协会          | 天津市足球协会          | 上海市足球协会          | 重庆市足球协会          |                         |                         |                         |                         |                         |                         |
| 省级单位（22个协会）    |                         |                         |                         |                         |                         |                         |                         |                         |                         |
| 黑龙江省足球协会        | 吉林省足球协会          | 辽宁省足球协会          | 河北省足球协会          | 山西省足球协会          |                         |                         |                         |                         |                         |
| 陕西省足球协会          | 湖北省足球协会          | 湖南省足球协会          | 河南省足球协会          | 广东省足球协会          |                         |                         |                         |                         |                         |
| 海南省足球协会          | 福建省足球协会          | 安徽省足球协会          | 江西省足球协会          | 四川省足球协会          |                         |                         |                         |                         |                         |
| 青海省足球协会          | 甘肃省足球协会          | 云南省足球协会          | 贵州省足球协会          | 山东省足球协会          |                         |                         |                         |                         |                         |
| 浙江省足球协会          | 江苏省足球协会          |                         |                         |                         |                         |                         |                         |                         |                         |
| 地市级单位（13个协会）  |                         |                         |                         |                         |                         |                         |                         |                         |                         |
| 沈阳市足球协会          | 大连市足球协会          | 西安市足球协会          | 武汉市足球协会          | 广州市足球协会（暂停）  |                         |                         |                         |                         |                         |
| 深圳市足球协会          | 厦门市足球协会          | 成都市足球协会          | 昆明市足球协会          | 延边州足球协会          |                         |                         |                         |                         |                         |
| 青岛市足球协会          | 南京市足球协会          | 长春市足球协会          |                         |                         |                         |                         |                         |                         |                         |
| 自治区单位（5个协会）   |                         |                         |                         |                         |                         |                         |                         |                         |                         |
| 内蒙古自治区足球协会    | 宁夏自治区足球协会      | 广西自治区足球协会      | 西藏自治区足球协会      | 新疆自治区足球协会      |                         |                         |                         |                         |                         |
| 其他单位（2个协会）     |                         |                         |                         |                         |                         |                         |                         |                         |                         |
| 中国煤矿足球协会        | 中国火车头足球协会      |                         |                         |                         |                         |                         |                         |                         |                         |

## 历任领导
1995年至2016年间中国足协与国家体育总局足球运动管理中心为一个机构两块牌子，实际管理中国足协与中国足球的是足协第一副主席，又称“专职副主席”或“常务副主席”，该职位从1989年起开始设立，从1995年正式开始成为实际管理足协事物的“一把手”，由体育总局下属的国家体育总局足球运动管理中心主任兼任。不过除第一任掌实权的王俊生之外，之后所有的专职副主席都不是从事足球行业的人士，由此促成了足球“外行领导内行”的模式。2019年中国足协调整章程，取消了专职副主席或常务副主席职位。自2023年始，中国足协以党委书记为最高负责人，改变以往副主席兼任党委书记的惯例；足协主席兼任党委副书记，在党委书记领导下工作。
2015年《中国足球改革发展总体方案》和《中国足球协会调整改革方案》出台后，中国足协委员会由每年召开的会员大会选举产生，足协工作人员不再具备行政编制。每届足协执委会任期4年。

### 第一届（1955年1月3日－1964年2月3日）
- 主席：黄中
- 副主席：张之愧、李凤楼、张联华

### 第二届（1964年2月3日－1979年3月9日）
- 主席：黄中
- 副主席：李文耀、李凤楼、张联华、张之愧、赵东凡、赵希武、纪裴万、鲁挺

### 第三届（1979年3月9日－1986年3月）
- 名誉主席：廖承志（1983年6月10日逝世）
- 主席：李凤楼
- 副主席：王伯清、王维屏、孙凯风、年维泗

### 第四届（1986年3月－1988年4月15日）
- 名誉主席：程子华
- 名誉顾问：荣毅仁
- 主席：袁伟民

### 第五届（1988年4月15日－1991年4月21日）
- 名誉顾问：荣毅仁
- 主席：年维泗

### 第六届（1991年4月21日－1992年6月27日）
- 名誉顾问：荣毅仁
- 主席：年维泗

### 第七届（1992年6月27日－1996年12月26日）
- 名誉顾问：荣毅仁
- 主席：袁伟民

### 第八届（1996年12月26日－2003年8月28日）
- 名誉主席：荣毅仁
- 名誉顾问：李铁映
- 主席：袁伟民

### 第九届（2003年8月28日－2014年1月21日）
- 名誉主席：荣毅仁（2005年10月26日逝世）
- 名誉顾问：李铁映
- 主席：袁伟民

### 第十届（2014年1月21日－2019年8月22日）
- 主席：蔡振华
- 副主席：张剑、王登峰（2022年落马）、魏吉祥、于洪臣（至2015年12月18日，2023年落马）、林晓华（至2015年12月18日）、张吉龙、容志行、李毓毅（2015年12月18日起，2023年落马）
- 党委书记：魏吉祥→于洪臣→杜兆才
- 顾问：年维泗、王健林

由于蔡振华是2014年的会员代表大会选举产生的足协主席，中国足协与国家体育总局脱钩后，蔡振华继续任足协主席，副主席则部分改选。
| 任期        | 主席           | 专职副主席/副主席 |
| ----------- | -------------- | ----------------- |
| 1955-1979年 | 黄中           | -                 |
| 1979-1985年 | 李凤楼         | -                 |
| 1985-1989年 | 袁伟民         | -                 |
| 1989-1992年 | 年维泗         | 孙宝荣            |
| 1992-2000年 | 袁伟民（兼任） | 王俊生            |
| 2000-2004年 | 袁伟民（兼任） | 阎世铎            |
| 2005-2008年 | 袁伟民（兼任） | 谢亚龙            |
| 2009-2010年 | 袁伟民（兼任） | 南勇              |
| 2010-2013年 | 袁伟民（兼任） | 韦迪              |
| 2013-2014年 | 袁伟民（兼任） | 张剑              |
| 2014-2019年 | 蔡振华         | 张剑              |

### 第十一届（2019年8月22日－2023年10月16日）
- 主席：陈戌源（2023年2月14日被查）
- 副主席：杜兆才（2023年4月1日被查）、孙雯、高洪波
- 党委书记：杜兆才（2023年4月1日被查）
- 秘书长：刘奕（2023年1月15日被罢免，19日落马）

第十届执委会任期到期后，中国足协未如期召开会员大会改选执委会。2019年5月24日，中国足协召开执委会扩大会议，陈戌源被任命为中国足协换届筹备组组长。在8月22日的会员大会上，陈戌源当选主席，是中国足协历史上首位专职主席。
2023年4月2日，在党委书记杜兆才被调查后，國家体育总局派出七人工作组进驻中国足球协会，主持协会相关工作。國家体育总局党组成员、副局长李颖川担任工作组组长，国家体育总局体育科学研究所党委书记兼所长曹景伟、手曲棒垒中心副主任杨旭、篮球中心中国篮协联合党委副书记、纪委书记袁永清、中国足协副主席高洪波、孙雯、协会纪委书记闫占河担任组员。

### 第十二届（2023年10月16日－）
- 党委书记：李颖川→张家胜
- 党委副书记：宋凯（兼主席）、袁永清
- 副主席：袁永清（兼秘书长）、孙雯、杨旭、许基仁

张家胜为本届足协党委书记同时也是国家体育总局副局长，足协主席、党委副书记宋凯在党委书记的领导下负责国家队及技术管理部门，杨旭负责竞赛、职业联赛、裁判部门，孙雯负责女子足球、青训等部门，许基仁负责会员协会、社会足球、五人制沙滩足球、媒体等部门，袁永清负责协会党办、行政、人事、财务等部门及福特宝公司。

## 外部連結
- 中国足球协会官方網站 （页面存档备份，存于）
- 回顾足协历任掌门人[永久]